# Auguste-Acanthe Boudouresque
Auguste-Acanthe Boudouresque (1835-1905) est un artiste lyrique français.

## Biographie
Il est né le 28 mai 1835 à La Bastide-sur-l'Hers (Ariège) et il meurt à Marseille le 21 janvier 1905. Son père, Maurice Boudouresque, était entrepreneur de travaux publics. Il se marie le 26 février 1861 à Anna Sophie Corneil.
Venu dès son plus jeune âge à Marseille, après des études de mathématiques au lycée de cette ville, il entre au service d'une compagnie de chemin de fer à Béziers chargé du nivellement du tracé. En 1855, il est appelé au service militaire dans le 15e régiment d'artillerie de Valence et revient à Marseille pour occuper un poste d'inspecteur municipal de l'éclairage. En 1859, il débute des études musicales au Conservatoire de musique de Marseille dont il ressort avec un premier prix de chant. 
Bien qu'auditionné par le Conservatoire de Paris, il refuse son affectation pour conserver son travail à l'éclairage de Marseille avant de créer en 1862 sa propre entreprise d'éclairage au schiste qui lui permet jusqu'en 1870 de gagner beaucoup d'argent. Le retour au chant lui est proposé en 1874 quand un baryton dénommé Victor Maurel vient le chercher pour chanter le rôle de Silva dans l'Ernani de Giuseppe Verdi qu'il veut monter au théâtre Valette à Marseille.
Il se fait engager à l'Opéra de Paris le 10 avril 1875 pour lequel il interprète des rôles avec une voix de basse dans des opéras comme La Juive, Guillaume Tell, La Favorite, Les Huguenots, ou Robert le Diable. En 1884, il quitte Paris pour chanter à la Scala de Milan puis au San-Carlo de Naples, et dans toute l'Italie avant de traverser l'Atlantique pour chanter à Buenos Aires et à La Plata et terminer sa carrière en Belgique puis en France dans des villes de province.
En dehors du chant, il s'essaye à la peinture et expose aux Salons de 1884 et 1885 des toiles liées à la marine et écrit quelques poésies.